# Erich Aron
Erich Aron (* 24. Oktober 1857 in Esens; † 8. Mai 1943 im KZ Theresienstadt) war ein deutscher Jurist, Landgerichtsdirektor und Hochschullehrer.

## Leben
Erich Aron wurde 1857 als Sohn des Lehrers Samuel Aron und seiner Ehefrau Klara Stahl in Esens geboren. Esens ist eine Kleinstadt im ostfriesischen Landkreis Wittmund in Niedersachsen. Erich Aron wuchs in der jüdischen Gemeinde von Esens auf, die seit dem 17. Jahrhundert existierte, konvertierte aber später zum evangelischen Glauben. Nach der Schule studierte Aron Rechtswissenschaften an der Universität Heidelberg und an der Friedrich-Wilhelms-Universität Berlin. Nach dem Studium und der Promotion zum Dr. jur. in Berlin, wurde er 1880 Referendar in Straßburg. Fünf Jahre später war er Assessor am Landgericht Straßburg. Er brachte es schließlich 1907 zum Landgerichtsdirektor in Straßburg. Im letzten Kriegsjahr des Ersten Weltkrieges wurde er zum Honorarprofessor der Universität Straßburg ernannt.
Nach dem Ende des Ersten Weltkrieges und dem Abschluss des Versailler Vertrages fiel das Elsass an Frankreich. Erich Aron verlor daher alle seine Ämter. Der 62-jährige Aron wechselte daher 1919 an die TH Darmstadt. Er erhielt zunächst einen Lehrauftrag für Arbeits- und Gewerberecht. 1921 wurde er Privatdozent an der TH Darmstadt mit einem Lehrauftrag für Arbeits- und Steuerrecht. Im Dezember 1924 wurde Aron zum ordentlichen Honorarprofessor ernannt. Am 23. April 1929 wurde er schließlich persönlicher Ordinarius, nachdem er am 22. April 1929 an der Universität Heidelberg den Dr. phil. erworben hatte. Aron war in seiner Abteilung hoch geschätzt und wurde trotz seines hohen Alters von 1930 bis 1932 zum Dekan der Abteilung für Kultur- und Staatswissenschaften gewählt. Nach der nach Karl Lieser benannten sog. „Lieser“-Affäre an der TH Darmstadt wurde Erich Aron 1933 als „Nichtarier“ unter Hinweis auf das Gesetz zur Wiederherstellung des Berufsbeamtentums emeritiert.
Aron übersiedelte nach seiner Entlassung nach Stuttgart, wanderte aber wegen seines hohen Alters nicht aus. Am 16. April 1943 wurde er zusammen mit einer kleinen Gruppe von etwa 20 Juden aus Württemberg in das KZ Theresienstadt deportiert. Dort starb der 86-jährige bereits am 8. Mai 1943.
Erich Aron war seit 1882 mit Johanna Straßburger (1870–1949) aus Mannheim verheiratet. Aus der Ehe sind drei Töchter hervorgegangen.

## Ehrungen
- 1910: Ernennung zum Geheimen Justizrat.

## Veröffentlichungen
- Der Code Civil in seinem jetzigen Geltungsumfange für Elsass-Lothringen … Mannheim 1893.
- Das Gesetz betreffend die Ausführung des Bürgerlichen Gesetzbuches in Elsaß-Lothringen vom 17. April 1899. Berlin 1899.
- Herrschaft und Gesinde. Düsseldorf 1900.
- Die Hinterlegungsordnung vom 14. März 1879 mit den Abänderungen durch das Ausführungsgesetz zum Bürgerlichen Gesetzbuche vom 20. Sept. 1899 und der erlassenen Verfügungen. Hannover 1900.
- Die Gesetze des deutschen Reiches betreffend das Post-, Telegraphen- und Fernsprech-(Telephon-)-wesen… Leipzig 1902.
- Das Reichserbschaftssteuergesetz: mit Erläuterungen und Ausführungsbestimmungen. Tübingen 1907.
- Das Erbschaftssteuergesetz vom 10. September 1919 mit Erläuterungen und Ausführungsbestimmungen. Düsseldorf 1920.